# Кольдуоюк
Кольдуоюк — озеро в Алтайских горах. Административно относится к Бельтирскому сельскому поселению Кош-Агачского района Республики Алтай.

## Этимология
От алт. Кӧлдӱ — с озером, имеющий озеро; Ойык — пробоина, выемка, рытвина. Кӧлдӱ-Ойык — углубление, выемка, пробоина с озером.

## Описание
Высокогорное озеро, расположено на высоте 3122 м над уровнем моря, в отрогах Южно-Чуйского хребта, в междуречье рек Талдура и Аккол. В озеро втекает и вытекает река Кызылкая, которая в свою очередь вытекает из озера образованным ледником спускающимся с вершины горы Талтура (3534 м над уровнем моря). Так озеро имеет ледниковое питание, вода в нём непрозрачная, чаще всего изумрудного цвета.

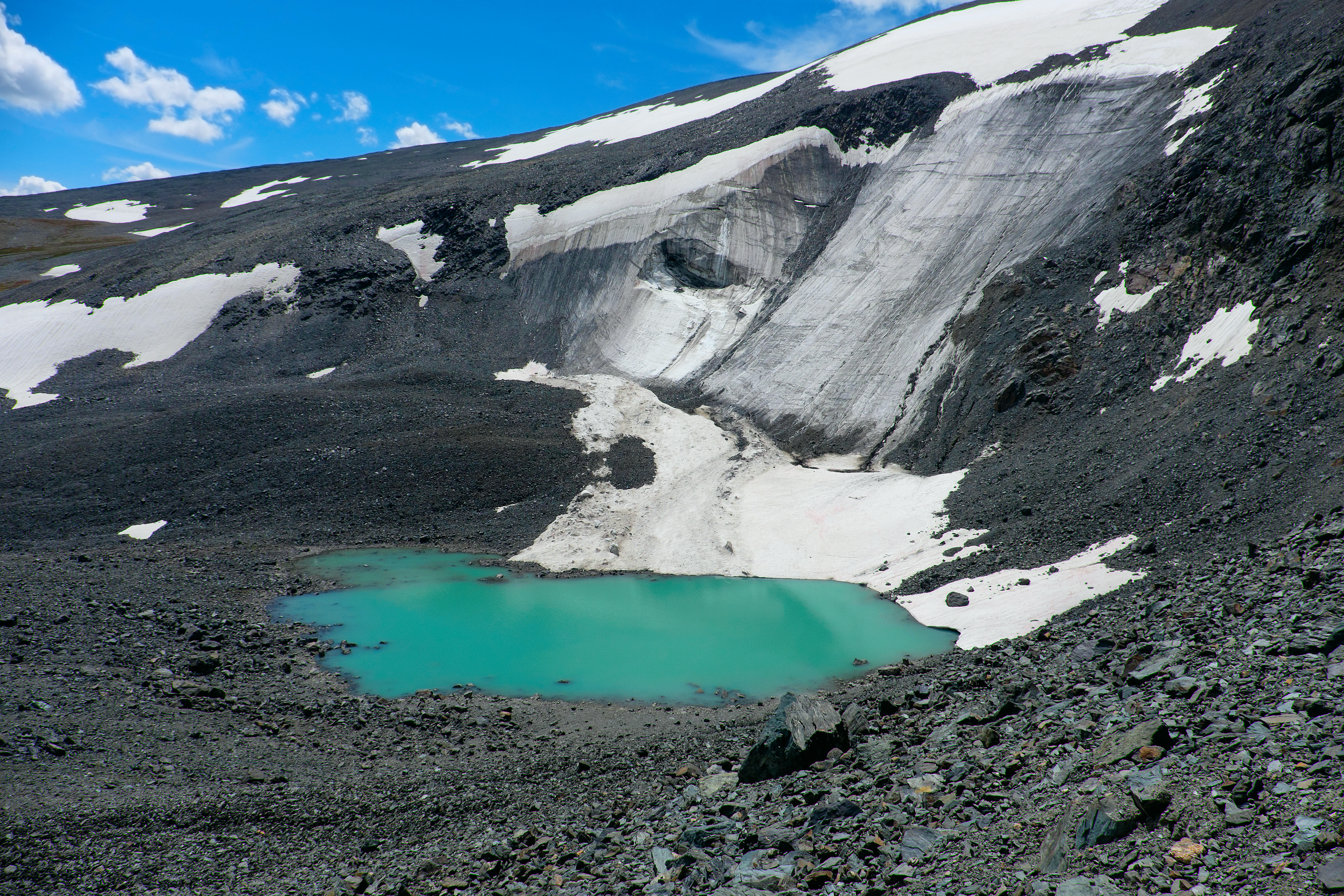
Приледниковое озеро, исток